# 丘奇先生
《丘奇先生》（英語：Mr. Church）是一部於2016年上映的美國劇情片，由布魯斯·貝勒斯福執導，蘇珊·麥克馬丁（Susan McMartin）編劇。電影主演包括艾迪·墨菲、布麗特妮·羅伯森、澤維爾·塞缪爾、露西·佛瑞、克利斯汀·梅森與娜塔莎·麥克洪。
電影2016年4月22日在翠貝卡影展上全球首映，2016年9月16日在美國上映。

## 劇情
故事敘述查莉的母親瑪莉在得知自己得了癌症後，她的前男友找來了一名為亨利·喬瑟夫·丘奇先生來照顧查莉並為她煮菜，但查莉卻不太喜歡這位丘奇先生，而試圖擺脫他。待瑪莉過世後，丘奇先生成了查莉最親近的人，在她成長的過程中，兩人漸漸地產生了默契和難以割捨的情誼。

## 演員
- 艾迪·墨菲飾演亨利·喬瑟夫·丘奇（Henry Joseph Church）
- 布麗特妮·羅伯森飾演夏綠蒂·「查莉」·布魯克斯（Charlotte "Charlie" Brooks）
- 娜塔莎·麥克洪飾演瑪莉·布魯克斯（Marie Brooks）
- 澤維爾·塞缪爾飾演歐文（Owen）
- 露西·佛瑞飾演波比（Poppy）
- 克利斯汀·梅森（英语：Christian Madsen）飾演拉森（Larson）

## 發行
2014年12月，墨菲和羅伯森的首張劇照釋出。電影於2016年4月22日在翠貝卡影展上全球首映。華納兄弟影業是該片國際市場上的發行公司之一，而美國本地則由Cinelou Films的Cinelou Releasing發行。《丘奇先生》2016年9月16日在美國上映。

## 外部連結
- 互联网电影数据库（IMDb）上《丘奇先生》的资料（英文）
- Box Office Mojo上《丘奇先生》的資料（英文）
- 爛番茄上《丘奇先生》的資料（英文）